# ابوالفرج محمد بن هندوی رازی
ابوالفرج محمد بن هندوی رازی شاعر اهل بیت است.

## خاندان ابن هندو
اِبْنِ هِنْدو، نام چند تن از کاتبان، شاعران و ادیبان ایرانی‌نژاد سده‌های ۴ و ۵ ق(۱۰ و ۱۱م.) است که زندگی‌نامهٔ دو تن از آنان چنان به هم آمیخته که تفکیک یکی از دیگری دشوار می‌نماید. منابع ما در موارد بسیار، روایات مربوط به علی را به پدرش حسین نسبت داده‌اند یا روایات مربوط به حسین را ذیل نام علی نهاده‌اند.
این خاندان، احتمالاً همه منسوب به خاندان شیعی مذهب آل هندو بوده (امینی، ۴/۱۷۲) و موطن اصلی نیاکان آنان هندوجان (هندیجان کنونی)، از روستاهای پیرامون قم، بوده‌است و کلمهٔ «هندو» در نام و نسبشان نشانهٔ تبار هندی آنان نیست (مدرسی، ۲/۱۷۸؛ دانش‌پژوه، ۲۷؛ قس: مایرهوف، ۹۵؛ فروخ، ۳/۸۸). با این‌همه، چنین نیز می‌توان پنداشت که لفظ هندو در نام آن روستا، دلیل بر اقامت گروهی مهاجر هندی در آن بوده‌است. نسبت قمی (نک‍: باخرزی، ۱/۶۰۸؛ ماخروخی، ۸۰)، رازی، بغدادی و احیاناً طبرستانی که در بعضی منابع به دنبال نام آنان آمده، بی‌گمان از آن‌جاست که اعضای این خاندان به قم با دیگر شهرها مناصب دولتی داشته‌اند.

## زندگی‌نامه
ابوالفرج محمد بن هندوی رازی، شاعر اهل بیت است. ابن شهرآشوب وی را در شمار شاعرانی قرار داده که با حفظ تقیه، مدح اهل بیت می‌گفته‌اند و ابیاتی از سروده‌های وی را در بزرگداشت روز غدیر خم نقل کرده‌است (معالم، ۱۵۲، مناقب، ۳/۲۸). امینی به مناسبت نقل همین ابیات، در کتاب الغدیر وی را سرسلسلهٔ آل هندو دانسته و پس از آن، شرح حال دیگر مشاهیر این خاندان و پاره‌ای از اشعار آنان را نقل کرده‌است (۴/۱۷۲-۱۷۴).

## پی‌نوشت
1. 1 2 3  دایرةالمعارف بزرگ اسلامی،  ج ۵، ذیل «ابن هندو».